# Saint-Ouen-le-Pin
Saint-Ouen-le-Pin – miejscowość i gmina we Francji, w regionie Normandia, w departamencie Calvados.
Według danych na rok 1990 gminę zamieszkiwało 276 osób, a gęstość zaludnienia wynosiła 49 osób/km² (wśród 1815 gmin Dolnej Normandii Saint-Ouen-le-Pin plasuje się na 617. miejscu pod względem liczby ludności, natomiast pod względem powierzchni na miejscu 830.).